# Protomiltogramma kabkaewae
Protomiltogramma kabkaewae är en tvåvingeart som beskrevs av Hiromu Kurahashi och Chaiwong 2007. Protomiltogramma kabkaewae ingår i släktet Protomiltogramma och familjen köttflugor.
Artens utbredningsområde är Thailand. Inga underarter finns listade i Catalogue of Life.